# Cornelius Herz
Cornelius Herz, född 3 september 1845 i Besançon, Frankrike, död 6 juli 1898 i Bournemouth, England, var en fransk läkare, elektriker och teknologiskt inriktad entreprenör. Han grundade flera bolag, väsentliga för elektrifieringen av Frankrike. Han var också en viktig finansiär bakom Panamakanalens byggnation. Han var inblandad i Panamaskandalen, en skandal som bland annat Hannah Arendt och Derek Penslar har lyft fram som särskilt viktig för den franska antisemitismens tilltagande och intensifiering, som kulminerade i Dreyfusaffären.

## Biografi
Herz föddes 1845 i Besançon. Fadern var från Bayern, men öppnade en bokhandel i Grenoble. Där gifte han sig med den franska judinnan Adelaide Friedmann. Han flyttade med föräldrarna till New York, USA, där han fick sin skolgång. Han tjänade även i USA:s armé.
Efter att ha genomgått skola och universitet i USA och tagit ut en läkarexamen flyttade han till Heidelberg i Tyskland för vidare studier. Han levde inledningsvis på ekonomiskt underhåll från sin fader, men 1868 ruinerades föräldrarna, och Herz fick sälja det mesta han ägde för att kunna fortsätta sina studier. Han flyttade till Paris, för att kunna få arbete. Inledningsvis fick han arbeta som hundvakt åt en apotekare. Via kontakter i Paris kunde han få tillräckliga medel för att fortsätta sina studier, och färdigställa sin läkarexamen.
Efter sin läkarexamen blev han läkarassistent i Charenton. Där gifte han sig med sin första fru Rosalie, en fattig och outbildad katolsk tvätterska. De gifte sig på amerikanska konsulatet i Paris. Under fransk-tyska kriget 1870-1871 hade han med egna medel startat ett fältsjukhus för att ta hand om skadade. För detta tilldelades han mot slutet av kriget Hederslegionen, som utrikes medborgare.
1871 dog hans första fru, och han gifte om sig med en amerikansk kvinna. De flyttade för ett tag tillbaka till USA, där han bland annat startade ett elföretag i San Francisco. 1877 återvände han till Paris och grundade flera bolag för elektrifiering.
Herz var inblandad i Panamaskandalen, i egenskap av mellanhand mellan Panamabolaget och mutade ledamöter av Frankrikes nationalförsamling. Han flydde till Italien, Tyskland och England, och undkom i brittisk exil den franska domstolens femåriga fängelsedom. Hans namn togs bort från Hederslegionens rullor. Franska regeringen ansökte om hans överlämnande, men utan framgång. Han var under flera år sängliggande i olika sjukdomar, och kunde inte ta sig till Paris för rättegången. 1897 erbjöd han sig att bekänna till Panamaskandalens undersökningskommission, men tog tillbaka löftet.